# 1575
- Wikisource

| Calendário gregoriano                                                        | 1575 MDLXXV                                            |
| Ab urbe condita                                                              | 2328                                                   |
| Calendário arménio                                                           | 1024 – 1025                                            |
| Calendário bahá'í                                                            | -269 – -268                                            |
| Calendário budista                                                           | 2119                                                   |
| Calendário chinês                                                            | 4271 – 4272 Início a 10 de fevereiro (aproximadamente) |
| Calendário copta                                                             | 1291 – 1292                                            |
| Calendário etíope                                                            | 1567 – 1568                                            |
| Calendários hindus - Vikram Samvat - Calendário nacional indiano - Cáli Iuga | 1630 – 1631 1496 – 1497 4675 – 4676                    |
| Calendário Holoceno                                                          | 11575                                                  |
| Calendário islâmico                                                          | 983 – 984                                              |
| Calendário judaico                                                           | 5335 – 5336                                            |
| Calendário persa                                                             | 953 – 954                                              |
| Calendário rúnico                                                            | 1825                                                   |
| Calendário solar tailandês                                                   | 2118                                                   |

1575 (MDLXXV, na numeração romana) foi um ano comum do século XVI do Calendário Juliano, da Era de Cristo, a sua letra dominical foi B (52 semanas), teve início a um sábado e terminou também a um sábado.
| Ano completo                   |
| ------------------------------ |
| Ano comum com início ao sábado |

## Eventos
- 19 de Julho - Criação da Prelazia de São Sebastião do Rio de Janeiro, pelo Papa Gregório XIII.
- 12 de Setembro - Confirmação da doação da capitania da ilha das Flores e da ilha do Corvo, Açores ao novo Capitão-donatário Gonçalo de Sousa.
- 22 de Outubro - Fundação da cidade de Aguascalientes no México.
- Criação da freguesia de São Pedro da Ribeira Seca, Ribeira Grande, ilha de São Miguel, Açores.
- Casamento de Erzsébet Báthori com o conde Ferenc Nádasdy.

## Nascimentos
- 26 de Abril - Maria de Médici, esposa de Henrique IV de França (m. 1642).
- ? - Jakob Böhme ou Jacob Boehme, filósofo e místico alemão.

## Por tema
- 1575 na arte